# Follow That Dream
Follow That Dream er en amerikansk farvefilm fra 1962. Filmen, hvis hovedrolle blev spillet af Elvis Presley, blev produceret af David Weisbart på United Artists og havde Gordon Douglas som instruktør.
Filmen blev indspillet i perioden 11. juli til 28. august 1961 og havde premiere den 11. april 1962. Den havde dansk premiere 26. december 1962.
Follow That Dream var den niende i en lang række af film med Elvis Presley. Manuskriptet blev skrevet af Charles Lederer og er baseret på Richard Powells humoristiske roman Pioneer Go Home (på dansk: Den skøre familie). Historien udspiller sig i Florida, og handler om en familie, som slår sig ned på et stykke jord nær kysten, tilsat nogle skruppelløse forretningsfolk og en forsmået kvindelig socialrådgiver. Hele historien, som også på film er ret humoristisk, er krydret med et par velklingende sange og ender selvfølgelig i den rene idyl.
Den danske titel på Follow That Dream var Drøm med mig!

## Musik
Sangen "Follow That Dream" er titelmelodi til filmen og indsunget af Elvis Presley i Nashville den 2. juli 1961. Den er skrevet af Fred Wise og Ben Weisman.
En af sangene fra filmen, "I'm Not The Marrying Kind" (oversat: Jeg er ikke typen der gifter mig), skrevet af Mack David og Sherman Edwards og indspillet af Elvis den 2. juli 1961, fik senere en rolle i Elvis' privatliv. Han gav nemlig et ituslået eksemplar som et frieri til Priscilla Beaulieu for på den måde at demonstrere, at det ikke længere passede, at han 'ikke er typen der gifter sig'. Priscilla forstod finten og accepterede hans frieri.
Der var indlagt fem sange i filmen. Disse var:
- "What A Wonderful Life" (Sid Wayne, Jerry Livingston)
- "I'm Not The Marrying Kind" (Sherman Edwards, Mack David)
- "Sound Advice" (Bill Giant, Anna Shaw)
- "Follow That Dream" (Ben Weisman, Fred Wise)
- "Angel" (Sid Tepper, Roy C. Bennett)

## Andet
Bruce Springsteen har sunget titelnummeret i en af sine koncerter.
Filmen blev optaget i Citrus og Levy County i Florida, og hovedstrækningen af Highway 40 i Inglis i Florida er døbt Follow That Dream Parkway.
Richard Powell forsøgte at undgå, at filmens hovedrolle skulle besættes af Elvis Presley, idet han ikke troede på, at denne var seriøs nok til at spille rollen. Efter at have set den færdige film måtte han dog erkende, at det havde været en udmærket casting.
Elvis Presleys pladeselskab, RCA, har en underafdeling ved navn 'Follow That Dream'. Den er oprettet for at samle og udgive specielle indspilninger med Elvis Presley og er målrettet specielt mod hard-core fans og samlere. Den primære årsag til dette var at tage kampen op imod de efterhånden ret udbredte piratindspilninger (bootlegs), der oversvømmede markedet. 'Follow That Dream'-udgivelserne er blevet en meget større succes, end man havde regnet med, så det er besluttet at fortsætte udgivelserne på ubestemt tid.